# Doris Duranti
Pour les articles homonymes, voir Duranti.
Doris Duranti, née le 25 avril 1917 à Livourne en Italie et morte le 10 mars 1995 à Saint-Domingue, est une actrice italienne surtout active lors de la période des « téléphones blancs ».

## Biographie
Doris Duranti commence sa carrière avec de petits rôles dans L'urlo réalisé Corrado D'Errico, Vivere de Guido Brignone et  La gondola delle chimere d'Augusto Genina.
Son premier succès elle l'obtient à l'âge de vingt ans dans Sentinelle di bronzo (1937) qui la propulse au premier plan et lui fait jouer les premiers rôles comme  dans Cavalleria rusticana (1939) et Carmela (1942).
Dans ce dernier film Doris Duranti se montre seins nus ce qui déclenche une querelle avec l'autre diva de l'époque  Clara Calamai, apparue dans une scène similaire dans le film La Farce tragique (1941).
Doris Duranti affirme que :
« il mio fu il primo seno nudo ripreso all'impiedi, apparve eretto com'era di natura, orgoglioso, senza trucchi, invece la Calamai si fece riprendere sdraiata, che non è una differenza da poco »
— Il romanzo della mia vita, 1987
        
« Mes seins sont les premiers qui ont été filmés position debout, naturellement droits, orgueilleux, sans truquage, tandis que « la Calamai » s'est fait filmer allongée, détail important »
Néanmoins, la première actrice montrant ses seins nus dans le cinéma italien est Vittoria Carpi dans le film La Couronne de fer, d'Alessandro Blasetti (1940).
Doris Duranti devient l'actrice la plus recherchée de la période fasciste et en 1940 elle rencontre  Alessandro Pavolini, ministre de la culture populaire. Lors de la chute du régime fasciste, Doris Duranti suit Pavolini et s'établit à Venise, puis sur le Lac de Côme, continuant à jouer dans divers films.
Lors de la chute de la République sociale italienne, Alessandro Pavolini est tué par des partisans pendant sa fuite ;  Doris Duranti l'avait précédé en Suisse à Lugano. En 1945 elle épouse le propriétaire d'un cinéma à Chiasso. Puis se rend en Amérique du Sud où elle réside jusqu'au début des années 1950 lorsqu'elle rentre en Italie et reprend son métier d'actrice et rencontre le journaliste Mario Ferretti. Le couple se transfère à Saint-Domingue et y ouvre un restaurant.
La dernière apparition à l'écran de Doris Duranti date de 1975 dans le film Divine Créature, réalisé par Giuseppe Patroni Griffi avec Laura Antonelli.
L'actrice meurt en 1995 a Saint-Domingue à l'âge de 77 ans.

## Publication
En 1987, Doris Duranti publie un livre mémoire Il romanzo della mia vita (« Le roman de ma vie »).
- (it) Doris Duranti, Il romanzo della mia vita, Mondadori, 1987, Pagine 310 (ISBN 978-88-04-28301-0)

## Filmographie sélective
- 1935 : Il serpente a sonagli de Raffaello Matarazzo
- 1935 : Freccia d'oro de Piero Ballerini et Corrado D'Errico
- 1935 : Aldebaran de Alessandro Blasetti
- 1936 : L'Escadron blanc (Lo squadrone bianco) d'Augusto Genina
- 1936 : Ginevra degli Almieri de Guido Brignone
- 1936 : Amazzoni bianche de Gennaro Righelli
- 1936 : La Gondole aux chimères (La gondola delle chimere) d'Augusto Genina
- 1937 : L'Accident (Vivere) de Guido Brignone
- 1937 : Sentinelles de bronze (it) (Sentinelle di bronzo) de Romolo Marcellini
- 1938 : Sous la Croix du Sud (Sotto la croce del sud) de Guido Brignone
- 1939 : Les Diamants du maharadjah (Diamanti) de Corrado D'Errico
- 1939 : Cavalleria rusticana de Amleto Palermi
- 1940 : Ricchezza senza domani de Ferdinando Maria Poggioli
- 1940 : È sbarcato un marinaio de Piero Ballerini
- 1940 : Il cavaliere di Kruja de Carlo Campogalliani
- 1941 : La Fille du corsaire de Enrico Guazzoni
- 1941 : Il re si diverte de Mario Bonnard
- 1942 : Capitan Tempesta de Corrado D'Errico
- 1942 : Tragica notte de Mario Soldati
- 1942 : Le Lion de Damas (Il leone di Damasco) de Corrado D'Errico et Enrico Guazzoni
- 1942 : Giarabub de Goffredo Alessandrini
- 1942 : La contessa Castiglione de Flavio Calzavara
- 1942 : Carmela de Flavio Calzavara
- 1943 : Calafuria de Flavio Calzavara
- 1944 : Rosalba de Max Calandri et Ferruccio Cerio
- 1944 : Resurrezione de Flavio Calzavara
- 1945 : Sept femmes, sept destins (Nessuno torna indietro) d'Alessandro Blasetti
- 1950 : Il voto de Mario Bonnard
- 1950 : Police en alerte (I falsari) de Franco Rossi
- 1950 : Estrela da Manhã de Jonald
- 1951 : Clandestino a Trieste de Guido Salvini
- 1952 : La muta di Portici de Giorgio Ansoldi
- 1952 : Tragico ritorno de Pier Luigi Faraldo
- 1952 : La storia del Fornaretto di Venezia de Giacinto Solito
- 1952 : Pentimento de Mario Costa
- 1952 : Papà ti ricordo de Mario Volpe
- 1952 : A fil di spada de Carlo Ludovico Bragaglia
- 1952 : L'ora della verità (La Minute de vérité) de Jean Delannoy (1952)
- 1953 : Il bacio dell'aurora de Gianfranco Parolini
- 1954 : La muta di Portici de Giorgio Ansoldi
- 1954 : François il contrabbandiere de Gianfranco Parolini
- 1954 : Flight 971 de Rafael J. Salvia
- 1975 : Divine Créature de Giuseppe Patroni Griffi.